# Livistona rotundifolia
Saribus rotundifolius là loài thực vật có hoa thuộc họ Arecaceae. Loài này được (Lam.) Mart. mô tả khoa học đầu tiên năm 1838.

## Hình ảnh

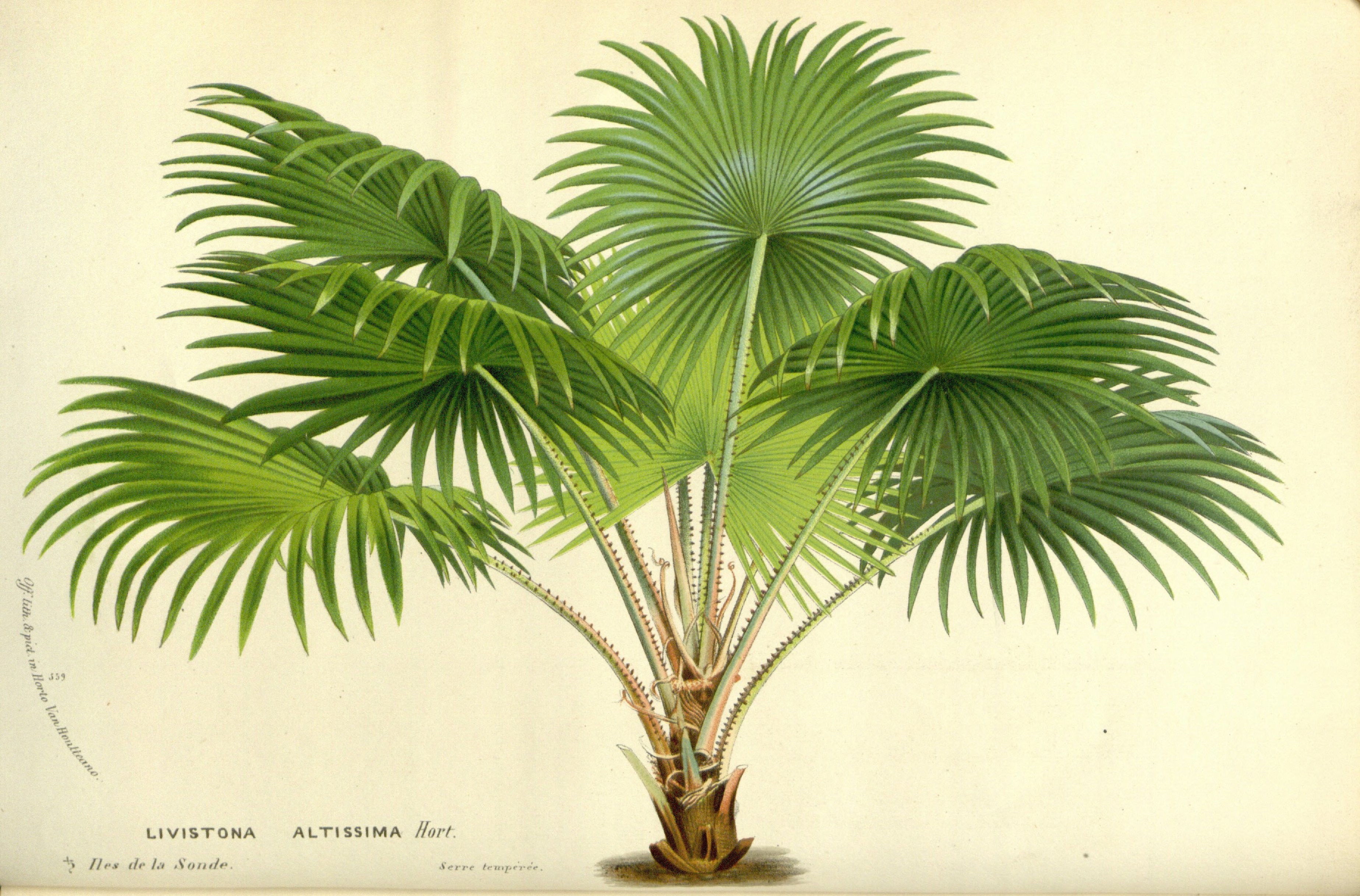